# Ernst Halwe
Ernst Halwe (* 17. Januar 1886 in Lübbecke; † 6. Februar 1961) war ein deutscher Ingenieur und Konteradmiral (Ing.) der Kriegsmarine.

## Leben
Ernst Halwe trat am 1. Oktober 1907 in die Kaiserliche Marine ein und wurde am 13. Oktober 1914 Marine-Ingenieur im Range eines Leutnants zur See. Bis November 1914 war er als Waffeningenieur auf der Wittelsbach, kam dann bis Januar 1915 zur Verfügung zur I. Torpedodivision, um dann bis April 1918 auf dem Torpedoboot S 36 eingesetzt zu werden. Am 17. November 1916 wurde er Marine-Oberingenieur im Range eines Oberleutnants zur See. Von April 1918 bis Juli 1918 war er Bauingenieur an der Howaldtswerft in Hamburg. Bis Kriegsende war er dann Halbflottilleningenieur der 14. Torpedoboots-Halbflottille. Als Verbands-Ingenieur war er nach Kriegsende an Bord von H 145 für die Überführung der Torpedoboote nach Scapa Flow eingesetzt.
Nach dem Krieg wurde er in die Reichsmarine übernommen und hier am 1. Juli 1921 erst Kapitänleutnant (Ing.) und am 1. Januar 1928 Korvettenkapitän (Ing.). Am 1. Oktober 1931 zum Fregattenkapitän des Marineingenieurwesens befördert, war er im gleichen Jahr in der Marinewehrabteilung (A I) im Marinekommandoamt. Als Kapitän zur See (Ing.) (Beförderung am 1. Oktober 1933) war er 1936 Chef des Stabes der Schiffsmaschinen-Inspektion in Wilhelmshaven.
Von Oktober 1937 bis November 1942 war er Kommandeur des Rüstungskommandos Kiel und war anschließend bis Mai 1943 Direktor der Marineausrüstungs- und Reparaturbetriebs (Maureb) Salamis. Am 1. April 1942 wurde er zum Konteradmiral (Ing.) befördert. Von Mai 1943 bis Dezember 1944 war er Leiter einer Verbindungsstelle der Rüstungsinspektion Prag. Ab Januar 1945 war er bis Kriegsende Bevollmächtigter für den Kfz-Einsatz im Protektorat Böhmen und Mähren. Nach dem Krieg kam er in Kriegsgefangenschaft, aus welcher er im Februar 1947 entlassen wurde.
Ernst Halwe liegt auf dem Kieler Nordfriedhof begraben.